# Zeatupua
Zeatupua is een monotypisch geslacht van spinnen uit de  familie van de Synotaxidae.

## Soort
- Zeatupua forsteri Fitzgerald & Sirvid